# Regionshospitalet Gødstrup
 Denne artikel bør gennemlæses af en person med fagkendskab for at sikre den faglige korrekthed.
    Særligt står det uklart hvilke dele af artiklen der reelt handler om fremtidige begivenheder og forventninger, og hvilke dele der nu er forældede og bør fjernes eller opdateres.

|  | Denne artikel omhandler det fremtidige supersygehus ved Herning, Det Nye Hospital i Vest. |
Regionshospitalet Gødstrup, (med arbejdstitlen Det Nye Hospital i Vest, DNV-Gødstrup) er et moderne akuthospital med alle behandlingsfunktioner. Det ligger nær landsbyen Gødstrup umiddelbart nordvest for Herning og åbnede 13. februar 2022, hvor de første 100 patienter blev overført fra Herning.
Hospitalet bliver på ca. 127.000 m2 somatisk hospital, der er finansieret af kvalitetsfondsmidler. Herudover bygges der et psykiatrisk hospital på ca. 13.000 m2, der finansieres af Region Midtjylland.
Hospitalsprojektet er en del af en større omlægning af hospitalsdriften i Region Midtjylland, hvor Regionshospitalet Gødstrup skal varetage regionale specialer og hovedfunktioner for ca. 250.000 borgere i den vestlige del af Region Midtjylland. I regionens øvrige dele samles specialer og hovedfunktioner for knap 1 mio. borgere gennem hospitalsudvidelser på Aarhus Universitetshospital, Skejby og Regionshospitalet Viborg. 
Regionshospitalet Gødstrup skal erstatte Regionshospitalet Holstebro og Regionshospitalet Herning, som i dag indgår i Hospitalsenheden Vest. Hospitalsdriften i Herning og Holstebro fortsætter dog, indtil det nye hospital står færdigt.
Beslutningen om anlægget af Regionshospitalet Gødstrup har siden begyndelsen af projektet i 2008 været præget af strid, besparelser og store forsinkelser.

## Tidsplan
Første spadestik og byggestart fandt sted i 2012. Byggeriet forventes færdigt i starten af 2021 og indregulering af de tekniske anlæg forventes afsluttet i maj 2021. Herefter vil der være en periode på 6-8 måneder med klargøring, test og træning. Første patient er klar til at blive modtaget i løbet af efteråret 2021.

## Infrastruktur
Regionshopitalet får gode trafikforbindelser. I maj 2017 åbnede Messemotorvejen vest om Herning, hvorfra der via frakørsel 2 Herning NV er direkte forbindelse til hospitalsområdet. Det får sin egen jernbanestation ved Gødstrup Station, der genåbnes i foråret 2021 for at patienter og ansatte kan benytte den offentlige transport.

## Skandaler
Hospitalsbyggeriet har været ramt af stribevis af skandaler, først og fremmest af økonomisk art.
Det begyndte med, at regionsformand Bent Hansen fik lavet en undersøgelse ved COWI Consult, opstillede fordele og ulemper ved forskellige placeringer mellem Herning og Holstebro. Aulum virkede umiddelbart som det bedste kompromis. Det efterfølgende politiske slagsmål om placeringen var i høj grad domineret af føleleser og vælgeropland, da rapporten netop ikke konkluderede på en optimal beslutning. Bent Hansens bekostede en ny COWI-undersøgelse, der skulle vælge mellem en udvidelse af Regionshospitalet Herning og bygning af et nyt i Gødstrup. Det fik han daværende statsminister Lars Løkke Rasmussens og borgmester Lars Krarups tilslutning til at gennemføre. Eftersom ekspropriationer omkring Regionshospitalet Herning og ombygninger fandtes at være for dyre, faldt valget på beliggenheden i Gødstrup. Dette til trods for, at flere allerede fra starten advarede om, at byggeområdet var sumpet, fordi pladsen kun ligger nogle få hundrede meter fra Gødstrup Sø. For at råde bod på dette bekostedes en pilotering for ca. 30 mio. kr.
Budgettet kunne slet ikke holde. Allerede den 30. september 2014 blev det afsløret, at hospitalet måtte skære en hel etage væk i projektet. Allerede i efteråret var hospitalsdirektøren således nødt til at pille en etage af byggeriet i Gødstrup for at spare 75 mio. kr., hvorved blev 47 sengepladser barberet bort. Ved samme lejlighed bad totalrådgiveren på byggeriet om at få byggeperioden forlænget med ni måneder. Så tidligt som den 29. oktober 2014 havde man allerede samlet måtte "barbere" projektet for 395 mio. kr.
I første omgang så beskæringen af sengepladser beskeden ud: 20 pladser. Bent Hansen, der er formand for Regions Midtjylland, mente ikke, at nedskæringerne på byggeriet Gødstrup gav nogen problemer. Ifølge regionens egne beregninger er der fortsat senge nok, selvom man reducerer antallet med 20. "Når vi er færdige med byggeriet i 2019, så har vi et fuldt funktionsdygtigt hospital, der lever op til de kvalitetsstandarder, det skal. For at nå frem til det, ved man godt, at når man bygger for over tre milliarder, så viser der sig nogle udfordringer undervejs", udtalte Bent Hansen. Men det var kun første beskæring.
Licitationen viste, at budgettet var overskredet fra før det første spadestik var taget. Det laveste af i alt tre bud på byggeriet af råhuset for det nye hospital i Gødstrup var på 246 mio. kr., hvilket var meget langt fra den maksimale budgetramme på 176,4 mio. kr.
Den 11. februar 2015 kom det frem, at der kun var marginalt (13) flere sengepladser på sygehuset end på de eksisterende sygehuse efter de gentagne nedskæringer. Ifølge formanden for det rådgivende udvalg på hospitalsområdet i Region Midtjylland, Anders Kühnau, er det angiveligt "omkomstningsfrit at fjerne sengepladser, fordi Region Midtjylland har regnet ud, at der slet ikke er brug for så mange sengepladser i fremtiden."
Den 18. februar 2015 blev det oplyst, at sygehuset blev nødt til at udelukke de planlagte facader, vinduer og altaner, da de kostede 30% mere end budgetteret. Michael Hyllegaard ville ikke love, at det blev de sidste besparelser på supersygehuset.Facade-entreprisen på ca. 254 mio. kr. var en del af etape 1, der omfatter byggeriet af 100.000 m2 bygning og det billigste tilbud var 70-80 mio. kr. over budgettet.
Den 16. marts 2015 kom det frem, at der var nye uventede omkostninger. Supersygehusets egen totalrådgiver, CuraVita, fremsendte ekstra regninger for i alt 70 mio. kr. "CuraVita har sendt nogle regninger til os svarende til omkring 70 mio. kr. Det er nogle krav, som de har sendt inden for ganske kort tid og uden noget varsel. Det handler om nogle arbejdsopgaver, som de mener, at de skal have ekstrahonoreret" oplyste Michael Hyllegaard til Jyllands-Posten. Projektleder Michael Hyllegaard var dog ikke enig i kravet, idet han mente, at de pågældende opgaver allerede indgik som en del af den kontrakt som rådgivervirksomheden og sygehus-projektet havde indgået.